# Moudania
Moudania (Grieks: Μουδανιά) is een deelgemeente (dimotiki enotita) van de gemeente (dimos) Nea Propontida, in de Griekse bestuurlijke regio (periferia) Centraal-Macedonië. De plaats telt 17.032 inwoners.